# الجمعية الملكية النرويجية للعلوم والآداب
الجمعية الملكية النرويجية للعلوم والآداب (بالإنجليزية: Royal Norwegian Society of Sciences and Letters)‏ هي أكاديمية علوم، تأسست في 1759، في النرويج.